# Josip Tomašević
Josip Tomašević (* 4. März 1994 in Sinj) ist ein kroatischer Fußballspieler.

## Karriere

### Verein
Tomašević startete seine Karriere in der Jugend von Hajduk Split. Im Juli 2013 wechselte er zum kroatischen Erstligisten RNK Split. Am 25. August 2013 debütierte er in der HNL (Hrvatska Nogometna Liga), der höchsten Spielklasse Kroatiens, als er in der 90. Minute im Heimspiel gegen NK Osijek eingewechselt wurde. Er stand noch in drei weiteren Spielen für RNK auf dem Platz, bevor er vom Februar 2014 bis zum Sommer 2015 an den NK Imotski, der in der 2. HNL (heute 1. NL) spielte, verliehen wurde. Bei Imotski spielte der regelmäßig. Nach dem Ende der Leihe kehrte er kurzzeitig zu RNK Split zurück, wurde nach zwei weiteren Spielen in der ersten kroatischen Liga aber an der kroatischen Zweitligisten NK Dugopolje abgegeben. Hier war er Stammspieler und wurde im Januar 2018 vom damaligen Erstligisten Cibalia Vinkovci verpflichtet. Für Vinkovci spielte Tomašević in der Rückserie der Saison 2017/18 zwölfmal in der ersten kroatischen Liga.
Im Sommer 2018 wurde er vom bulgarischen Erstligisten Lokomotive Plowdiw verpflichtet. Er stand in der ersten Saison in 21 Ligaspielen auf dem Platz und spielte dabei zwanzigmal von Beginn an. Am Ende seiner ersten Saison in Bulgarien wurde er mit Plowdiw bulgarischer Meister. In der Saison 2019/20 gelang Plowdiw die Titelverteidigung. Diesmal wurde Tomašević in 23 Ligaspielen eingesetzt und er schoss dabei zwei Tore.
In der Saison 2020/21 stand er bei Atromitos Athen in der Super League 1 unter Vertrag und absolvierte insgesamt 17 Spiele. Im September 2021 kehrte Tomašević aus Griechenland zu Plowdiw nach Bulgarien zurück, wo er bis zum Vertragsende Ende Juni 2023 wieder Stammspieler in der Parwa liga war. Nach Vertragsende war er kurze Zeit vereinslos, bis er im September 2021 wieder nach Griechenland zum Zweitligisten Anagennisi Karditsas wechselte.
Im Februar 2024 schloss Tomašević sich dem israelischen Erstligisten Hapoel Hadera an, für den er sechs Spiele in der Ligat ha’Al absolvierte. Schon gut fünf Monate später, im Juli 2024, ging er zu SC Otelul Galati in die erste rumänische Liga. Hier wurde er bis zum Dezember 2024 in neun Ligaspielen eingesetzt. Im Januar 2025 schloss er sich dem usbekischen Erstligisten FK Buxoro an.

### Nationalmannschaft
Tomašević durchlief die Jugendmannschaften der kroatischen Nationalmannschaft von der U14 bis zur U19, für die er zweimal spielte. Für die A-Nationalmannschaft spielte er nicht.

## Erfolge
- 2× bulgarischer Meister mit Lokomotive Plowdiw (2018/19; 2019/20)